# John Hall (politiker)

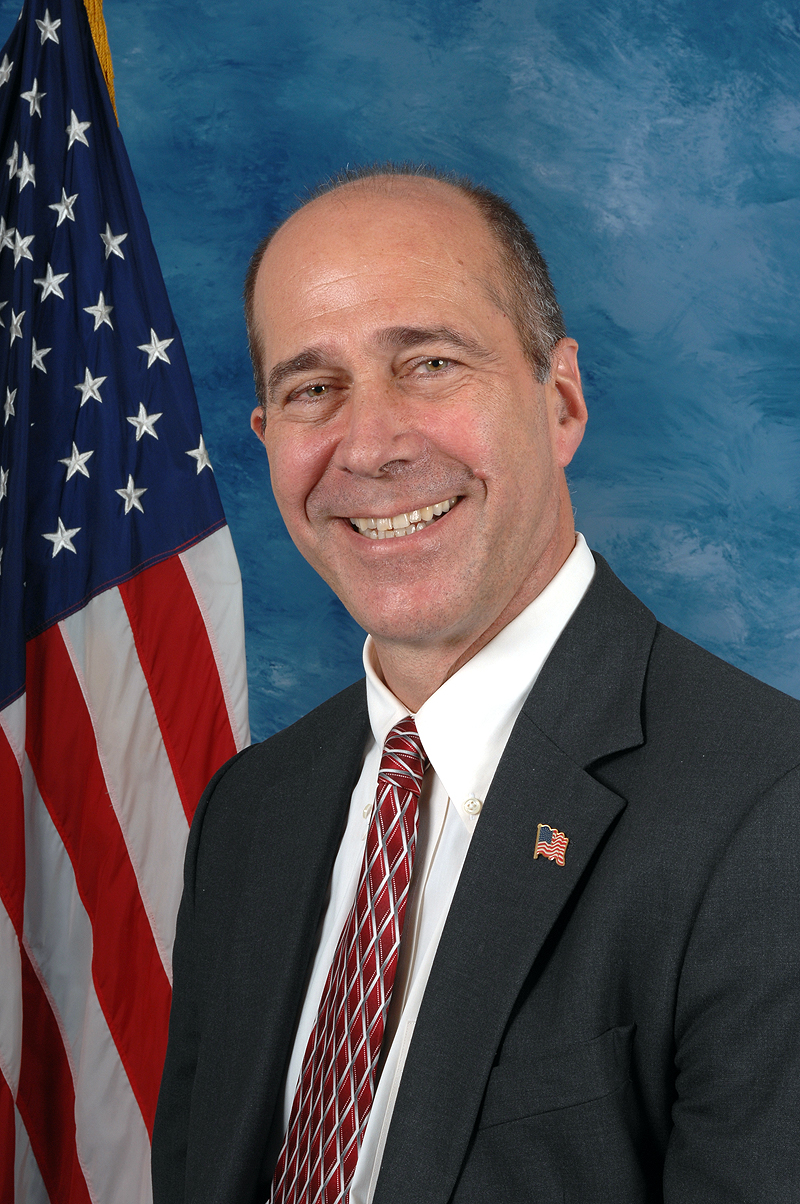
John Hall

John Hall, född 23 juli 1948 i Baltimore, Maryland, är en amerikansk demokratisk politiker och musiker. Han representerade delstaten New Yorks nittonde distrikt i USA:s representanthus 2007–2011. Han var med om att grunda pop/rockbandet Orleans år 1972.
Gitarristen och låtskrivaren Hall grundade Orleans i februari 1972 i Woodstock, New York tillsammans med sångaren Larry Hoppen och trummisen Wells Kelly. Största framgången med Orleans nådde Hall med bandets fjärde album Waking and Dreaming (1976). Låten Still the One nådde nummer fem på Billboard Hot 100. Hall lämnade Orleans år 1977 för en solokarriär. Han skrev låtar för andra artister och uppträdde med sitt gamla band 1990, 1996 och 2000. Några uppträdanden med Orleans blev det även i samband med valkampanjen år 2006.
Hall besegrade sittande kongressledamoten Sue W. Kelly i mellanårsvalet i USA 2006 med 51% av rösterna. Två år senare vann han mot republikanen Kieran Lalor. I mellanårsvalet 2010 förlorade han klart mot utmanaren Nan Hayworth.